# 洛雷托圣母 (卡拉瓦乔)
《洛雷托圣母》是意大利巴洛克大师卡拉瓦乔的一幅布面油画，绘制于1604-1606年，位于罗马纳沃纳广场东北部圣奥斯定圣殿的卡瓦莱蒂小堂。画作描绘赤脚的圣母 抱着赤裸的孩子站在门口，面前跪着两个朝圣的农民。
1602 年 7 月 21 日埃尔梅特·卡瓦莱蒂侯爵去世，1603 年，他的继承人订制了一幅以洛雷托圣母为主题的画作，来装饰家族小堂。 根据侯爵的遗嘱，卡瓦莱蒂家族于 1603 年 9 月 4 日在罗马的圣奥斯丁堂购买了一座小堂。
卡拉瓦乔的竞争对手乔瓦尼巴廖内的诽谤使卡拉瓦乔入狱。因为画中的圣母平凡无奇，赤着脚，砖墙破旧剥落，从阴影中走出来，如同卡拉瓦乔的其他画作，如《圣保禄的归化》或《圣玛窦蒙召》。圣母的女穆特似乎与卡拉瓦乔在博尔盖塞美术馆的画作《教宗御座轿夫圣母》(1605)中是同一人。